# Zoilo Canavery
Zoilo Canavery (nacido el 26 de julio de 1893 en Montevideo, Uruguay - fallecido el 29 de septiembre de 1966 en Buenos Aires, Argentina) fue un futbolista uruguayo nacionalizado argentino. Fue un jugador de Fútbol en la época amateur.
Llegó a jugar en cuatro de los cinco grandes del fútbol argentino.

## Biografía deportiva

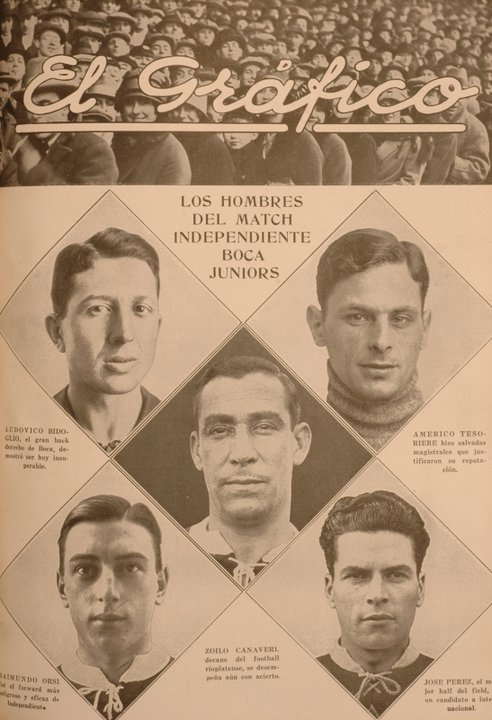
Canavery (en el centro) en 1927.

Era un referente del Independiente en el amateurismo. 
Fue uno de los pocos extranjeros en jugar para la Selección Argentina.

### Comienzos
Debutó en la primera de Independiente en 1912 cómo wing derecho, para luego pasar por River en 1913.
Marcó una época en Racing Club siendo campeón de forma consecutiva entre los  años 1914 y 1916, junto a Ohaco, Marcoveccio, Hospital y Perinetti. Jugaría para la "Academia" hasta el año 1917.
Más tarde formó parte del plantel de Boca Juniors, quienes conquistaran los primeros títulos de su historia: el campeonato nacional y la Copa Competencia en 1919.

### Regreso a Independiente

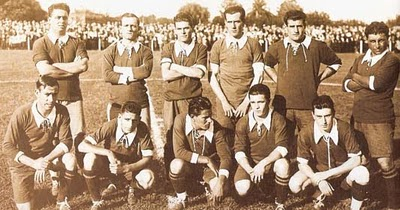
El plantel de "Los Diablos Rojos" durante la Copa Competencia 1924.

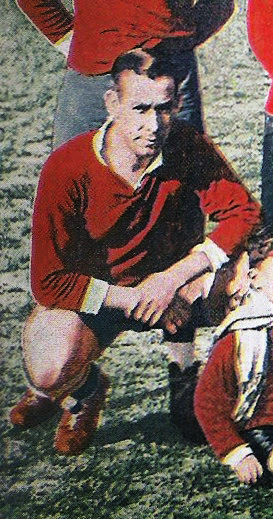
Zoilo Canavery, antes de jugar un partido para Independiente.

Regresó a Avellaneda en 1921 y entró en la historia grande de Independiente, donde ganó los Campeonatos de 1922 y 1926; este último invicto.
El apodo de "Diablos Rojos" se lo puso un periodista, por la delantera endiablada que tenían en 1926, compuesta por Canavery, Lalín, Ravaschino, Seoane y Orsi.
Canavery fue el primer director técnico oficial de Independiente.

## Trayectoria
- Independiente 1912
- River Plate 1913
- Racing Club 1914-1917
- Independiente 1918
- Boca Juniors 1919-1920
- Independiente 1921-1928

## Títulos
| Año            | Club          | Título                         |
| -------------- | ------------- | ------------------------------ |
| 1914-1916.     | Racing Club   | Copa Ibarguren                 |
| 1914,1915,1916 | Racing Club   | Campeonato de Primera División |
| 1915           | Racing Club   | Copa de Honor                  |
| 1918           | Independiente | Copa de Honor                  |
| 1919           | Boca Juniors  | Campeonato de Primera División |
| 1919           | Boca Juniors  | Copa Competencia               |
| 1922           | Independiente | Campeonato de Primera División |
| 1926           | Independiente | Campeonato de Primera División |
| 1922,1924,1925 | Independiente | Copa Competencia               |